# Jayam Ravi

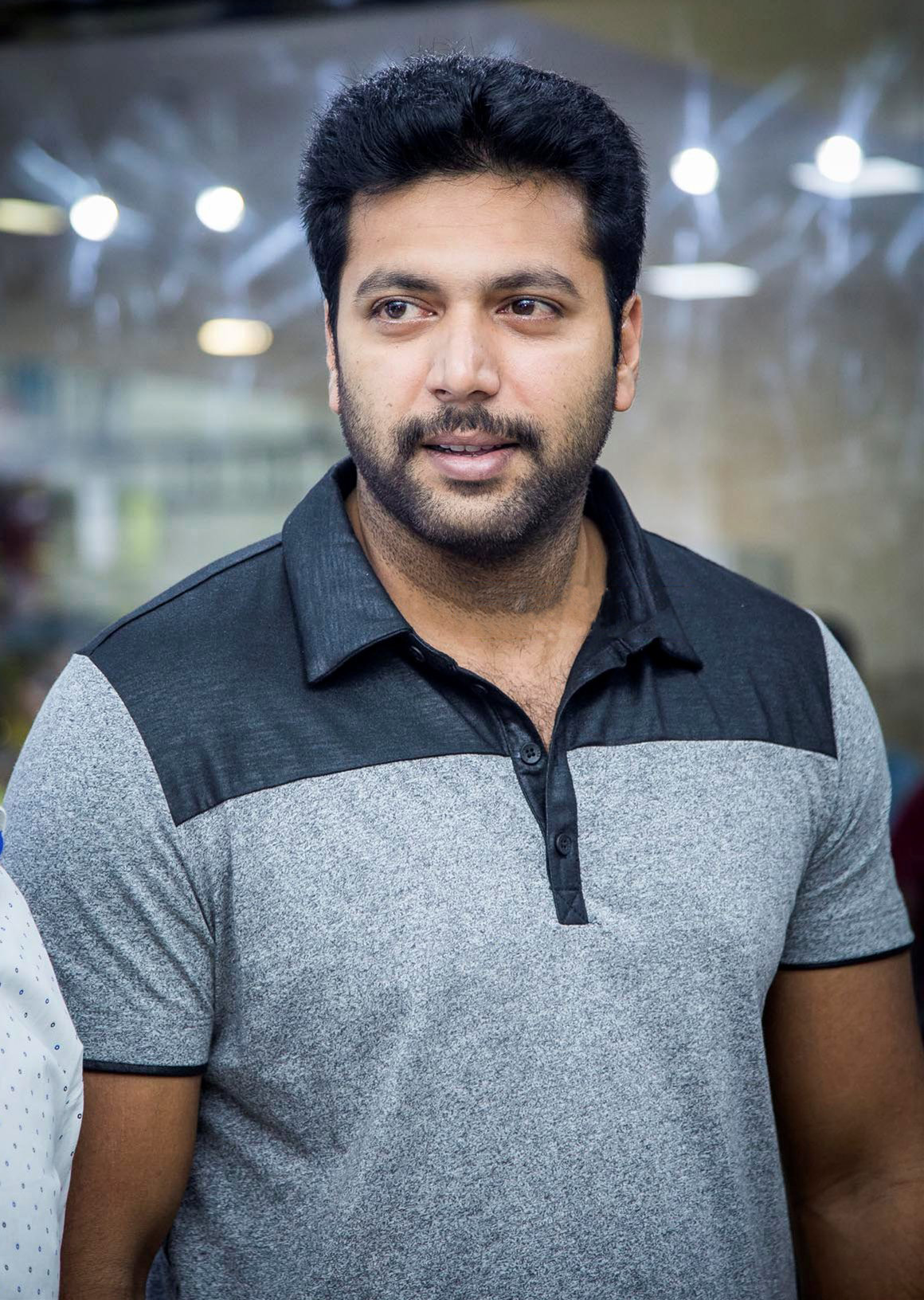
Jayam Ravi

Jayam Ravi (eigentlich Mohan Ravi; * 10. September 1980 in Chennai) ist ein indisch-tamilischer Schauspieler.
Sein Filmdebüt hatte er 2003 unter der Regie seines Bruders M. Raja in dem tamilischen Film Jayam, einem Remake des gleichnamigen Telugu-Films aus dem Vorjahr. Aufgrund seines Erfolges nahm er den Namen des von seinem Vater Mohan produzierten Films an. Für seine Rolle in M. Kumaran Son Of Mahalakshmi wurde Ravi mit dem Tamil Nadu State Film Award als Bester Schauspieler ausgezeichnet.

## Filmografie
- 2003: Jayam
- 2004: M. Kumaran Son of Mahalakshmi
- 2005: Daas
- 2005: Mazhai
- 2005: Idhaya Thirudan
- 2006: Unakkum Enakkum
- 2007: Deepavali
- 2008: Santhosh Subramaniam
- 2008: Dhaam Dhoom
- 2009: Peraanmai
- 2010: Thillalangadi
- 2011: Engeyum Kadhal
- 2013: Aadhi Bhagavan
- 2014: Nimirndhu Nil
- 2015: Romeo Juliet
- 2015: Sakalakala Vallavan
- 2015: Thani Oruvan
- 2015: Bhooloham
- 2016: Miruthan
- 2017: Bogan
- 2017: Vanamagan
- 2018: Tik Tik Tik
- 2018: Adanga Maru
- 2019: Comali